# Copa do Mundo FIFA de 2002
Copa do Mundo (português brasileiro) ou Campeonato do Mundo de Futebol (português europeu) FIFA de 2002 foi a décima sétima edição da Copa do Mundo FIFA de Futebol que reuniu 32 equipes entre 31 de maio a 30 de junho. O Brasil conquistou pela quinta vez o título mundial, depois de derrotar a Alemanha na final.
Foi a primeira vez que dois países sediaram unidos o evento, a primeira vez que três seleções — França, Japão e Coreia do Sul — estavam classificadas automaticamente e a primeira vez que uma edição da Copa não aconteceu na Europa ou nas Américas.
Foi a última edição do evento onde o campeão anterior do torneio garantia vaga direta na edição seguinte da competição. A França, campeã da edição de 1998, foi a última privilegiada por este sistema. A partir do final deste Mundial, a seleção campeã — no caso, o Brasil — teria que garantir vaga na próxima competição jogando as Eliminatórias, tendo somente o país-sede do próximo Mundial vaga garantida no certame seguinte, sem a necessidade de disputar as fases classificatórias. Também foi a última edição onde a partida de abertura era realizado pelo campeão do torneio anterior — a partir de 2006, a abertura seria realizada pelo país-sede.

## Qualificação

### Resumo
Um total de 199 equipes tentaram a sua sorte para se classificar para o FIFA World Cup, processo que começou em 1999, um ano depois da Copa de 1998. A França, que estava defendendo o título de campeões do Mundial de 1998; e os co-anfitriões do Mundial de 2002, Coreia do Sul e Japão, classicaram-se automaticamente e não jogaram os jogos de classificação (sendo esta a última vez que os campeões se classificaram automaticamente).
Foram concedidos treze lugares por equipes da União das Associações Europeias de Futebol, cinco pelas equipes da CAF, quatro pelas equipas da Confederação Sul-Americana de Futebol, quatro pelas equipas da Confederação de Futebol da América do Norte, Central e Caribe, quatro pelas equipas da AFC e os últimos dois lugares eram disputados por play-offs entre AFC e UEFA e entre CONMEBOL e Confederação de Futebol da Oceania.

### Sorteio
O sorteio foi realizado no Busan Exhibition & Convention Centre (BEXCO) em Busan (Coreia do Sul), no dia 1 de dezembro de 2001. Coreia do Sul, Japão e França — a primeira e a segunda, ambas antrifiões e a última campeã — eram cabeças de chave por direito. Os cabeças de chave foram: Alemanha, Argentina, Brasil, Coreia do Sul, Espanha, França, Itália e Japão.
| Pote A (Cabeças de Chave)                                           | Pote B (UEFA)                                                                                 | Pote C (AFC/CONMEBOL)                         | Pote D (CAF/CONCACAF)                                                           |
| ------------------------------------------------------------------- | --------------------------------------------------------------------------------------------- | --------------------------------------------- | ------------------------------------------------------------------------------- |
| Coreia do Sul Japão França Alemanha Argentina Brasil Espanha Itália | Bélgica Croácia Dinamarca Eslovênia Inglaterra Irlanda Polónia Portugal Rússia Suécia Turquia | Arábia Saudita China Equador Paraguai Uruguai | África do Sul Camarões Nigéria Senegal Tunísia Costa Rica Estados Unidos México |

## Sedes
| Coreia do Sul                                        | Coreia do Sul                                | Coreia do Sul                               | Coreia do Sul                                | Coreia do Sul                                   |
| Seul                                                 | Daegu                                        | Busan                                       | Incheon                                      | Ulsan                                           |
| ---------------------------------------------------- | -------------------------------------------- | ------------------------------------------- | -------------------------------------------- | ----------------------------------------------- |
| Seul World Cup Stadium Capacidade: 66.806            | Daegu World Cup Stadium Capacidade: 65.857   | Estádio Busan Asiad Capacidade: 54.534      | Estádio Munhak de Incheon Capacidade: 50.324 | Ulsan Munsu Football Stadium Capacidade: 43.512 |
|                                                      |                                              |                                             |                                              |                                                 |
| Suwon                                                | Gwangju                                      | Jeonju                                      | Daejeon                                      | Seogwipo                                        |
| Suwon World Cup Stadium Capacidade: 43.188           | Gwangju World Cup Stadium Capacidade: 42.880 | Jeonju World Cup Stadium Capacidade: 42.477 | Daejeon World Cup Stadium Capacidade: 41.000 | Jeju World Cup Stadium Capacidade: 42.256       |
|                                                      |                                              |                                             |                                              |                                                 |
|                                                      |                                              |                                             |                                              |                                                 |
| Japão                                                |                                              |                                             |                                              |                                                 |
| Yokohama                                             | Saitama                                      | Shizuoka                                    | Osaka                                        | Miyagi                                          |
| Estádio Internacional de Yokohama Capacidade: 72.370 | Saitama Stadium 2002 Capacidade: 63.700      | Shizuoka "Ecopa" Stadium Capacidade: 51.349 | Estádio Nagai Capacidade: 50.000             | Estádio de Miyagi Capacidade: 49.133            |
|                                                      |                                              |                                             |                                              |                                                 |
| Ōita                                                 | Niigata                                      | Ibaraki                                     | Kobe                                         | Sapporo                                         |
| Estádio Big Eye Capacidade: 43.000                   | Estádio Big Swan Capacidade: 42.300          | Estádio Kashima Capacidade: 41.800          | Estádio Kobe Wing Capacidade: 42.000         | Sapporo Dome Capacidade: 42.585                 |
|                                                      |                                              |                                             |                                              |                                                 |

## Árbitros
| Árbitros                                                                                           | Assistentes |
| AFC                                                                                                | AFC |
| -------------------------------------------------------------------------------------------------- | --- |
| CHN Lu Jun JPN Toru Kamikawa KUW Saad Mane KOR Kim Young-Joo UAE Ali Bujsaim                       | IND Komaleeswaran Sankar JOR Awni Hassaouneh LIB Haidar Koleit MAL Mat Lazim Awang Hamat MDV Mohamed Saeed KSA Ali Al-Traifi SIN Visva Krishnan |
| CAF                                                                                                | |
| EGY Gamal Al-Ghandour TUN Mourad Daami ALG Mohamed Guezzaz SEN Falla N'Doye BEN Coffi Codjia       | EGY Wagih Farag TUN Taoufik Adjengui MLI Dramane Dante UGA Ali Tomusange ZIM Brighton Mudzamiri                                                 |
| CONCACAF                                                                                           | |
| COS William Mattus GUA Carlos Alberto Batres JAM Peter Prendergast MEX Felipe Ramos USA Brian Hall | CAN Héctor Vergara SLV Vladimir Fernández ANT Curtis Charles TRI Michael Ragoonath                                                              |
| OFC                                                                                                | |
| AUS Mark Shield                                                                                    | NZL Paul Smith VAN Elise Doriri |

| Árbitros | Assistentes |
| CONMEBOL | CONMEBOL |
| --- | --- |
| ARG Ángel Sanches BOL René Ortubé BRA Carlos Simon COL Óscar Ruiz ECU Byron Moreno PAR Ubaldo Aquino | ARG Jorge Rattalino BRA Jorge Paulo Gomes ECU Bomer Fierro PAR Miguel Giacomuzzi |
| UEFA | |
| DNK Kim Milton Nielsen ENG Graham Poll FRA Gilles Veissière GER Markus Merk GRE Kyrus Vassaras ITA Pierluigi Collina NED Jan Wegereef NOR Terge Hauge POR Vítor Melo Pereira SCO Hugh Dallas SVK Ľuboš Micheľ ESP Antonio Lópes Nieto SWE Anders Frisk SUI Urs Meier | AUT Egon Bereuter BLR Yuri Dupanov BEL Roland Van Nylen CZE Evzen Amler DEN Jens Larsen ENG Philip Sharp FRA Frédéric Arnault GER Heiner Müller HUN Ferenc Székely NED Jaap Pool POL Maciej Wierzbowski POR Carlos Matos SVK Igor Šramka SWE Leif Lindberg |

## Fase de grupos
Os grupos A, B, C e D jogaram na Coreia do Sul, enquanto os grupos E, F, G e H jogaram no Japão.

### Grupo A
| Pos | Equipe    | Pts | J | V | E | D | GP | GC | SG | Classificado             |
| --- | --------- | --- | - | - | - | - | -- | -- | -- | ------------------------ |
| 1   | Dinamarca | 7   | 3 | 2 | 1 | 0 | 5  | 2  | +3 | Avança para próxima fase |
| 2   | Senegal   | 5   | 3 | 1 | 2 | 0 | 5  | 4  | +1 | Avança para próxima fase |
| 3   | Uruguai   | 2   | 3 | 0 | 2 | 1 | 4  | 5  | −1 |                          |
| 4   | França    | 1   | 3 | 0 | 1 | 2 | 0  | 3  | −3 |                          |

| 31 de maio | França | 0 – 1     | Senegal  | Seul World Cup Stadium, Seul             |
| 20:30      |        | Relatório | Diop 30' | Público: 62 561 Árbitro: UAE Ali Bujsaim |

| 1 de junho | Uruguai       | 1 – 2     | Dinamarca         | Munsu Football Stadium, Ulsan          |
| 18:00      | Rodríguez 47' | Relatório | Tomasson 45', 83' | Público: 30 157 Árbitro: KUW Saad Mane |

| 6 de junho | Dinamarca          | 1 – 1     | Senegal  | Daegu World Cup Stadium, Daegu                     |
| 15:30      | Tomasson 16' (pen) | Relatório | Diao 52' | Público: 43 500 Árbitro: GUA Carlos Alberto Batres |

| 6 de junho      | França | 0 – 0     | Uruguai | Busan Asiad Main Stadium, Busan           |
| 20:30 Histórico |        | Relatório |         | Público: 38 289 Árbitro: MEX Felipe Ramos |

| 11 de junho | Dinamarca                    | 2 – 0     | França | Incheon Football Stadium, Incheon               |
| 15:30       | Rommedahl 22' · Tomasson 67' | Relatório |        | Público: 48 100 Árbitro: POR Vítor Melo Pereira |

| 11 de junho | Senegal                          | 3 – 3     | Uruguai                                     | Suwon World Cup Stadium, Suwon            |
| 15:30       | Fadiga 20' (pen) · Diop 26', 38' | Relatório | Morales 45' · Forlán 69' · Recoba 88' (pen) | Público: 33 681 Árbitro: NED Jan Wegereef |

### Grupo B
| Pos | Equipe        | Pts | J | V | E | D | GP | GC | SG | Classificado             |
| --- | ------------- | --- | - | - | - | - | -- | -- | -- | ------------------------ |
| 1   | Espanha       | 9   | 3 | 3 | 0 | 0 | 9  | 4  | +5 | Avança para próxima fase |
| 2   | Paraguai      | 4   | 3 | 1 | 1 | 1 | 6  | 6  | 0  | Avança para próxima fase |
| 3   | África do Sul | 4   | 3 | 1 | 1 | 1 | 5  | 5  | 0  |                          |
| 4   | Eslovênia     | 0   | 3 | 0 | 0 | 3 | 2  | 7  | −5 |                          |

| 2 de junho | Paraguai                  | 2 – 2     | África do Sul               | Estádio Busan Asiad, Busan                |
| 16:30      | Santa Cruz 39' · Arce 55' | Relatório | Mokoena 63' · Fortune 90+1' | Público: 25 186 Árbitro: SVK Ľuboš Micheľ |

| 2 de junho | Espanha                                   | 3 – 1     | Eslovênia     | Gwangju World Cup Stadium, Gwangju           |
| 20:30      | Raúl 44' · Valerón 74' · Hierro 87' (pen) | Relatório | Cimirotič 82' | Público: 28 598 Árbitro: MAR Mohamed Guezzaz |

| 7 de junho | Espanha                               | 3 – 1     | Paraguai         | Jeonju World Cup Stadium, Jeonju               |
| 18:00      | Morientes 53', 69' · Hierro 83' (pen) | Relatório | Puyol 10' (g.c.) | Público: 24 000 Árbitro: EGY Gamal Al-Ghandour |

| 8 de junho | África do Sul | 1 – 0     | Eslovênia | Daegu Stadium, Daegu                       |
| 15:30      | Nomvethe 4'   | Relatório |           | Público: 47 226 Árbitro: ARG Ángel Sánchez |

| 12 de junho | África do Sul             | 2 – 3     | Espanha                       | Daejeon World Cup Stadium, Daejeon     |
| 20h30       | McCarthy 31' · Radebe 53' | Relatório | Raúl 4', 56' · Mendieta 45+1' | Público: 31 024 Árbitro: KUW Saad Mane |

| 12 de junho | Eslovênia      | 1 – 3     | Paraguai                            | Jeju World Cup Stadium, Seogwipo          |
| 20:30       | Ačimovič 45+1' | Relatório | Nelson Cuevas 65', 84' · Campos 73' | Público: 30 176 Árbitro: MEX Felipe Ramos |

### Grupo C
| Pos | Equipe     | Pts | J | V | E | D | GP | GC | SG | Classificado             |
| --- | ---------- | --- | - | - | - | - | -- | -- | -- | ------------------------ |
| 1   | Brasil     | 9   | 3 | 3 | 0 | 0 | 11 | 3  | +8 | Avança para próxima fase |
| 2   | Turquia    | 4   | 3 | 1 | 1 | 1 | 5  | 3  | +2 | Avança para próxima fase |
| 3   | Costa Rica | 4   | 3 | 1 | 1 | 1 | 5  | 6  | −1 |                          |
| 4   | China      | 0   | 3 | 0 | 0 | 3 | 0  | 9  | −9 |                          |

| 3 de junho | Brasil                          | 2 – 1     | Turquia   | Ulsan Munsu Football Stadium, Ulsan        |
| 18:00      | Ronaldo 50' · Rivaldo 87' (pen) | Relatório | Şaş 45+2' | Público: 33 842 Árbitro: KOR Kim Young-Joo |

| 4 de junho | China | 0 – 2     | Costa Rica             | Gwangju World Cup Stadium, Gwangju          |
| 15h30      |       | Relatório | Gómez 61' · Wright 65' | Público: 27 217 Árbitro: GRE Kyros Vassaras |

| 8 de junho | Brasil                                                                | 4 – 0     | China | Jeju World Cup Stadium, Jeju              |
| 20:30      | Roberto Carlos 15' · Rivaldo 32' · Ronaldinho 45' (pen) · Ronaldo 55' | Relatório |       | Público: 36 750 Árbitro: SWE Anders Frisk |

| 9 de junho | Costa Rica | 1 – 1     | Turquia  | Estádio Munhak de Incheon, Incheon        |
| 18:00      | Parks 86'  | Relatório | Emre 56' | Público: 42 299 Árbitro: BEN Coffi Codjia |

| 13 de junho     | Costa Rica               | 2 – 5     | Brasil                                                     | Suwon World Cup Stadium, Suwon                 |
| 15:30 Histórico | Wanchope 39' · Gómez 56' | Relatório | Ronaldo 10', 13' · Edmílson 38' · Rivaldo 62' · Júnior 64' | Público: 38 524 Árbitro: EGY Gamal Al-Ghandour |

| 13 de junho | Turquia                          | 3 – 0     | China | Seul World Cup Stadium, Seul            |
| 15:30       | Şaş 6' · Korkmaz 9' · Davala 85' | Relatório |       | Público: 43 605 Árbitro: COL Óscar Ruiz |

### Grupo D
| Pos | Equipe            | Pts | J | V | E | D | GP | GC | SG | Classificado             |
| --- | ----------------- | --- | - | - | - | - | -- | -- | -- | ------------------------ |
| 1   | Coreia do Sul (H) | 7   | 3 | 2 | 1 | 0 | 4  | 1  | +3 | Avança para próxima fase |
| 2   | Estados Unidos    | 4   | 3 | 1 | 1 | 1 | 5  | 6  | −1 | Avança para próxima fase |
| 3   | Portugal          | 3   | 3 | 1 | 0 | 2 | 6  | 4  | +2 |                          |
| 4   | Polónia           | 3   | 3 | 1 | 0 | 2 | 3  | 7  | −4 |                          |

| 4 de junho | Coreia do Sul                          | 2 – 0     | Polónia | Estádio Busan Asiad, Busan              |
| 20:30      | Hwang Sun-hong 26' · Yoo Sang-chul 53' | Relatório |         | Público: 48 760 Árbitro: COL Óscar Ruiz |

| 5 de junho | Estados Unidos                                 | 3 – 2     | Portugal                    | Suwon World Cup Stadium, Suwon            |
| 18:00      | O'Brien 4' · J. Costa 29' (g.c.) · McBride 36' | Relatório | Beto 39' · Agoos 71' (g.c.) | Público: 37 306 Árbitro: ECU Byron Moreno |

| 10 de junho | Coreia do Sul     | 1 – 1     | Estados Unidos | Daegu Stadium, Daegu                   |
| 15:30       | Ahn Jung-hwan 78' | Relatório | Mathis 24'     | Público: 60 778 Árbitro: SUI Urs Meier |

| 10 de junho | Portugal                              | 4 – 0     | Polónia | Jeonju World Cup Stadium, Jeonju         |
| 20:30       | Pauleta 14', 65', 77' · Rui Costa 88' | Relatório |         | Público: 31 000 Árbitro: SCO Hugh Dallas |

| 14 de junho | Portugal | 0 – 1     | Coreia do Sul    | Estádio Munhak de Incheon, Incheon         |
| 20:30       |          | Relatório | Park Ji-sung 70' | Público: 50 239 Árbitro: ARG Ángel Sánchez |

| 14 de junho | Polónia                                       | 3 – 1     | Estados Unidos | Daejeon World Cup Stadium, Daejeon  |
| 20:30       | Olisadebe 3' · Kryszałowicz 5' · Żewłakow 66' | Relatório | Donovan 83'    | Público: 26 482 Árbitro: CHN Lu Jun |

### Grupo E
| Pos | Equipe         | Pts | J | V | E | D | GP | GC | SG  | Classificado             |
| --- | -------------- | --- | - | - | - | - | -- | -- | --- | ------------------------ |
| 1   | Alemanha       | 7   | 3 | 2 | 1 | 0 | 11 | 1  | +10 | Avança para próxima fase |
| 2   | Irlanda        | 5   | 3 | 1 | 2 | 0 | 5  | 2  | +3  | Avança para próxima fase |
| 3   | Camarões       | 4   | 3 | 1 | 1 | 1 | 2  | 3  | −1  |                          |
| 4   | Arábia Saudita | 0   | 3 | 0 | 0 | 3 | 0  | 12 | −12 |                          |

| 1 de junho | Irlanda     | 1 – 1     | Camarões   | Estádio Big Swan, Niigata                  |
| 15:30      | Holland 52' | Relatório | M'Boma 39' | Público: 33 679 Árbitro: JAP Toru Kamikawa |

| 1 de junho      | Alemanha                                                                                       | 8 – 0     | Arábia Saudita | Sapporo Dome, Sapporo                      |
| 20:30 Histórico | Klose 20', 25', 70' · Ballack 40' · Jancker 45+1' · Linke 73' · Bierhoff 84' · Schneider 90+1' | Relatório |                | Público: 32 218 Árbitro: PAR Ubaldo Aquino |

| 5 de junho | Alemanha  | 1 – 1     | Irlanda            | Estádio Kashima, Kashima                        |
| 20:30      | Klose 19' | Relatório | Robbie Keane 90+2' | Público: 35 854 Árbitro: DEN Kim Milton Nielsen |

| 6 de junho | Camarões  | 1 – 0     | Arábia Saudita | Estádio Saitama 2002, Saitama            |
| 18:00      | Eto'o 66' | Relatório |                | Público: 52 328 Árbitro: NOR Terge Hauge |

| 11 de junho | Camarões | 0 – 2     | Alemanha             | Estádio Shizuoka Ecopa, Fukuroi                  |
| 20:30       |          | Relatório | Bode 50' · Klose 79' | Público: 47 085 Árbitro: ESP Antonio López Nieto |

| 11 de junho | Arábia Saudita | 0 – 3     | Irlanda                                | Estádio Internacional de Yokohama, Yokohama |
| 20:30       |                | Relatório | Robbie Keane 7' · Breen 61' · Duff 87' | Público: 65 320 Árbitro: SEN Falla N'Doye   |

### Grupo F
| Pos | Equipe     | Pts | J | V | E | D | GP | GC | SG | Classificado             |
| --- | ---------- | --- | - | - | - | - | -- | -- | -- | ------------------------ |
| 1   | Suécia     | 5   | 3 | 1 | 2 | 0 | 4  | 3  | +1 | Avança para próxima fase |
| 2   | Inglaterra | 5   | 3 | 1 | 2 | 0 | 2  | 1  | +1 | Avança para próxima fase |
| 3   | Argentina  | 4   | 3 | 1 | 1 | 1 | 2  | 2  | 0  |                          |
| 4   | Nigéria    | 1   | 3 | 0 | 1 | 2 | 1  | 3  | −2 |                          |

| 2 de junho | Argentina     | 1 – 0     | Nigéria | Estádio Kashima, Kashima                      |
| 14:30      | Batistuta 63' | Relatório |         | Público: 34 050 Árbitro: FRA Gilles Veissière |

| 2 de junho      | Inglaterra   | 1 – 1     | Suécia            | Estádio Saitama 2002, Saitama             |
| 18:30 Histórico | Campbell 24' | Relatório | Alexandersson 59' | Público: 52 721 Árbitro: BRA Carlos Simon |

| 7 de junho | Suécia                 | 2 – 1     | Nigéria      | Estádio Kobe Wing, Kobe                  |
| 15:30      | Larsson 35', 63' (pen) | Relatório | Aghahowa 27' | Público: 36 194 Árbitro: BOL René Ortubé |

| 7 de junho | Argentina | 0 – 1     | Inglaterra        | Sapporo Dome, Sapporo                          |
| 20:30      |           | Relatório | Beckham 44' (pen) | Público: 35 927 Árbitro: ITA Pierluigi Collina |

| 12 de junho | Suécia          | 1 – 1     | Argentina  | Estádio de Miyagi, Miyagi                |
| 15:30       | A. Svensson 59' | Relatório | Crespo 88' | Público: 45 777 Árbitro: UAE Ali Bujsaim |

| 12 de junho | Nigéria | 0 – 0     | Inglaterra | Estádio Nagai, Osaka                    |
| 15:30       |         | Relatório |            | Público: 44 864 Árbitro: USA Brian Hall |

### Grupo G
| Pos | Equipe  | Pts | J | V | E | D | GP | GC | SG | Classificado             |
| --- | ------- | --- | - | - | - | - | -- | -- | -- | ------------------------ |
| 1   | México  | 7   | 3 | 2 | 1 | 0 | 4  | 2  | +2 | Avança para próxima fase |
| 2   | Itália  | 4   | 3 | 1 | 1 | 1 | 4  | 3  | +1 | Avança para próxima fase |
| 3   | Croácia | 3   | 3 | 1 | 0 | 2 | 2  | 3  | −1 |                          |
| 4   | Equador | 3   | 3 | 1 | 0 | 2 | 2  | 4  | −2 |                          |

| 3 de junho | Croácia | 0 – 1     | México           | Estádio Big Swan, Niigata           |
| 15:30      |         | Relatório | Blanco 60' (pen) | Público: 32 239 Árbitro: CHN Lu Jun |

| 3 de junho | Itália        | 2 – 0     | Equador | Sapporo Dome, Sapporo                   |
| 20:30      | Vieri 7', 27' | Relatório |         | Público: 31 081 Árbitro: USA Brian Hall |

| 8 de junho | Itália    | 1 – 2     | Croácia               | Estádio Kashima, Kashima                 |
| 18:00      | Vieri 55' | Relatório | Olić 73' · Rapaić 76' | Público: 36 472 Árbitro: ENG Graham Poll |

| 9 de junho | México                     | 2 – 1     | Equador    | Estádio de Miyagi, Miyagi                 |
| 15:30      | Borgetti 28' · Torrado 57' | Relatório | Delgado 5' | Público: 45 610 Árbitro: TUN Mourad Daami |

| 13 de junho | México       | 1 – 1     | Itália        | Estádio Big Eye, Ōita                             |
| 20:30       | Borgetti 34' | Relatório | del Piero 85' | Público: 39 291 Árbitro: BRA Carlos Eugênio Simon |

| 13 de junho | Equador    | 1 – 0     | Croácia | Estádio Internacional de Yokohama, Yokohama |
| 20:30       | Méndez 48' | Relatório |         | Público: 65 862 Árbitro: CRC William Mattus |

### Grupo H
| Pos | Equipe    | Pts | J | V | E | D | GP | GC | SG | Classificado             |
| --- | --------- | --- | - | - | - | - | -- | -- | -- | ------------------------ |
| 1   | Japão (H) | 7   | 3 | 2 | 1 | 0 | 5  | 2  | +3 | Avança para próxima fase |
| 2   | Bélgica   | 5   | 3 | 1 | 2 | 0 | 6  | 5  | +1 | Avança para próxima fase |
| 3   | Rússia    | 3   | 3 | 1 | 0 | 2 | 4  | 4  | 0  |                          |
| 4   | Tunísia   | 1   | 3 | 0 | 1 | 2 | 1  | 5  | −4 |                          |

| 4 de junho | Japão                    | 2 – 2     | Bélgica                          | Estádio Saitama 2002, Saitama               |
| 18:00      | Suzuki 59' · Inamoto 67' | Relatório | Wilmots 57' · van der Heyden 75' | Público: 55 256 Árbitro: CRC William Matrus |

| 5 de junho | Rússia                       | 2 – 0     | Tunísia | Estádio Kobe Wing, Kobe                        |
| 15:30      | Titov 59' · Karpin 64' (pen) | Relatório |         | Público: 30 957 Árbitro: JAM Peter Prendergast |

| 9 de junho | Japão       | 1 – 0     | Rússia | Estádio Internacional de Yokohama, Yokohama |
| 20:30      | Inamoto 51' | Relatório |        | Público: 66 108 Árbitro: GER Markus Merk    |

| 10 de junho | Tunísia       | 1 – 1     | Bélgica     | Estádio Big Eye, Ōita                    |
| 18:00       | Bouzaiene 17' | Relatório | Wilmots 13' | Público: 39 700 Árbitro: AUS Mark Shield |

| 14 de junho | Tunísia | 0 – 2     | Japão                         | Estádio Nagai, Osaka                          |
| 15:30       |         | Relatório | Morishima 48' · H. Nakata 75' | Público: 45 213 Árbitro: FRA Gilles Veissière |

| 14 de junho | Bélgica                            | 3 – 2     | Rússia                        | Estádio Shizuoka Ecopa, Fukuroi                 |
| 15:30       | Walem 7' · Sonck 78' · Wilmots 82' | Relatório | Beschastnykh 52' · Sychov 88' | Público: 46 640 Árbitro: DEN Kim Milton Nielsen |

## Fase final
|  | Oitavas de final       | Oitavas de final       |                        |       | Quartas de final | Quartas de final |                     |                     | Semifinais | Semifinais |  |  | Final | Final |
|  |                        |                        |                        |       |                  |                  |                     |                     |            |            |  |  |       |       |
|  | 15 de junho – Seogwipo |                        |                        |       |                  |                  |                     |                     |            |            |  |  |       |       |
|  |                        |                        |                        |       |                  |                  |                     |                     |            |            |  |  |       |       |
|  | Alemanha               | 1                      |                        |       |                  |                  |                     |                     |            |            |  |  |       |       |
|  | Alemanha               | 1                      | 21 de junho – Ulsan    |       |                  |                  |                     |                     |            |            |  |  |       |       |
|  | Paraguai               | 0                      |                        |       |                  |                  |                     |                     |            |            |  |  |       |       |
|  | Paraguai               | 0                      | Alemanha               | 1     |                  |                  |                     |                     |            |            |  |  |       |       |
|  | 17 de junho – Jeonju   |                        | Alemanha               | 1     |                  |                  |                     |                     |            |            |  |  |       |       |
|  |                        | Estados Unidos         | 0                      |       |                  |                  |                     |                     |            |            |  |  |       |       |
|  | México                 | Estados Unidos         | 0                      | 0     |                  |                  |                     |                     |            |            |  |  |       |       |
|  | México                 |                        | 25 de junho – Seul     | 0     |                  |                  |                     |                     |            |            |  |  |       |       |
|  | Estados Unidos         | 2                      |                        |       |                  |                  |                     |                     |            |            |  |  |       |       |
|  | Estados Unidos         | 2                      | Alemanha               | 1     |                  |                  |                     |                     |            |            |  |  |       |       |
|  | 16 de junho – Suwon    |                        | Alemanha               | 1     |                  |                  |                     |                     |            |            |  |  |       |       |
|  |                        | Coreia do Sul          | 0                      |       |                  |                  |                     |                     |            |            |  |  |       |       |
|  | Espanha (pen)          | Coreia do Sul          | 0                      | 1 (3) |                  |                  |                     |                     |            |            |  |  |       |       |
|  | Espanha (pen)          | 22 de junho – Gwangju  |                        | 1 (3) |                  |                  |                     |                     |            |            |  |  |       |       |
|  | Irlanda                | 1 (2)                  |                        |       |                  |                  |                     |                     |            |            |  |  |       |       |
|  | Irlanda                | 1 (2)                  | Espanha                | 0 (3) |                  |                  |                     |                     |            |            |  |  |       |       |
|  | 18 de junho – Daejeon  |                        | Espanha                | 0 (3) |                  |                  |                     |                     |            |            |  |  |       |       |
|  |                        | Coreia do Sul (pen)    | 0 (5)                  |       |                  |                  |                     |                     |            |            |  |  |       |       |
|  | Coreia do Sul (pro)    | Coreia do Sul (pen)    | 0 (5)                  | 2     |                  |                  |                     |                     |            |            |  |  |       |       |
|  | Coreia do Sul (pro)    |                        | 30 de junho – Yokohama | 2     |                  |                  |                     |                     |            |            |  |  |       |       |
|  | Itália                 | 1                      |                        |       |                  |                  |                     |                     |            |            |  |  |       |       |
|  | Itália                 | 1                      | Alemanha               | 0     |                  |                  |                     |                     |            |            |  |  |       |       |
|  | 15 de junho – Niigata  |                        | Alemanha               | 0     |                  |                  |                     |                     |            |            |  |  |       |       |
|  |                        | Brasil                 | 2                      |       |                  |                  |                     |                     |            |            |  |  |       |       |
|  | Dinamarca              | Brasil                 | 2                      | 0     |                  |                  |                     |                     |            |            |  |  |       |       |
|  | Dinamarca              | 21 de junho – Shizuoka |                        | 0     |                  |                  |                     |                     |            |            |  |  |       |       |
|  | Inglaterra             | 3                      |                        |       |                  |                  |                     |                     |            |            |  |  |       |       |
|  | Inglaterra             | 3                      | Inglaterra             | 1     |                  |                  |                     |                     |            |            |  |  |       |       |
|  | 17 de junho – Kobe     |                        | Inglaterra             | 1     |                  |                  |                     |                     |            |            |  |  |       |       |
|  |                        | Brasil                 | 2                      |       |                  |                  |                     |                     |            |            |  |  |       |       |
|  | Brasil                 | Brasil                 | 2                      | 2     |                  |                  |                     |                     |            |            |  |  |       |       |
|  | Brasil                 |                        | 26 de junho – Saitama  | 2     |                  |                  |                     |                     |            |            |  |  |       |       |
|  | Bélgica                | 0                      |                        |       |                  |                  |                     |                     |            |            |  |  |       |       |
|  | Bélgica                | 0                      | Brasil                 | 1     |                  |                  |                     |                     |            |            |  |  |       |       |
|  | 16 de junho – Oita     |                        | Brasil                 | 1     |                  |                  |                     |                     |            |            |  |  |       |       |
|  |                        | Turquia                | 0                      |       | Terceiro lugar   | Terceiro lugar   |                     |                     |            |            |  |  |       |       |
|  | Suécia                 | Turquia                | 0                      | 1     | Terceiro lugar   | Terceiro lugar   |                     |                     |            |            |  |  |       |       |
|  | Suécia                 | 22 de junho – Osaka    | 22 de junho – Osaka    | 1     |                  |                  | 29 de junho – Daegu | 29 de junho – Daegu |            |            |  |  |       |       |
|  | Senegal (pro)          | 22 de junho – Osaka    | 22 de junho – Osaka    | 2     |                  |                  | 29 de junho – Daegu | 29 de junho – Daegu |            |            |  |  |       |       |
|  | Senegal (pro)          | Senegal                | 0                      | 2     | Coreia do Sul    | 2                |                     |                     |            |            |  |  |       |       |
|  | 18 de junho – Miyagi   | Senegal                | 0                      |       | Coreia do Sul    | 2                |                     |                     |            |            |  |  |       |       |
|  |                        | Turquia (pro)          | 1                      |       | Turquia          | 3                |                     |                     |            |            |  |  |       |       |
|  | Japão                  | Turquia (pro)          | 1                      | 0     | Turquia          | 3                |                     |                     |            |            |  |  |       |       |
|  | Japão                  |                        |                        | 0     |                  |                  |                     |                     |            |            |  |  |       |       |
|  | Turquia                | 1                      |                        |       |                  |                  |                     |                     |            |            |  |  |       |       |
|  | Turquia                | 1                      |                        |       |                  |                  |                     |                     |            |            |  |  |       |       |

### Oitavas de final
| 15 de junho | Alemanha     | 1 – 0     | Paraguai | Jeju World Cup Stadium, Seogwipo           |
| 15:30       | Neuville 88' | Relatório |          | Público: 25 176 Árbitro: GUA Carlos Batres |

| 15 de junho | Dinamarca | 0 – 3     | Inglaterra                           | Stadium Big Swan, Niigata                |
| 20:30       |           | Relatório | Ferdinand 5' · Owen 22' · Heskey 44' | Público: 40 582 Árbitro: GER Markus Merk |

| 16 de junho | Suécia      | 1 – 2 (pro) | Senegal          | Stadium Big Eye, Oita                      |
| 15:30       | Larsson 11' | Relatório   | Camara 37', 104' | Público: 39 747 Árbitro: PAR Ubaldo Aquino |

| 16 de junho | Espanha      | 1 – 1 (pro) | Irlanda         | Suwon World Cup Stadium, Suwon            |
| 20:30       | Morientes 8' | Relatório   | Keane 90' (pen) | Público: 38 926 Árbitro: SWE Anders Frisk |

|                                         |       | Penalidades                                  |  |
| Hierro Baraja Juanfran Valerón Mendieta | 3 – 2 | Robbie Keane Holland Connolly Kilbane Finnan |  |

| 17 de junho | México | 0 – 2     | Estados Unidos           | Jeonju World Cup Stadium, Jeonju                |
| 15:30       |        | Relatório | McBride 8' · Donovan 65' | Público: 36 380 Árbitro: POR Vítor Melo Pereira |

| 17 de junho     | Brasil                    | 2 – 0     | Bélgica | Kobe Wing Stadium, Kobe                        |
| 20:30 Histórico | Rivaldo 67' · Ronaldo 87' | Relatório |         | Público: 40 440 Árbitro: JAM Peter Prendergast |

| 18 de junho | Japão | 0 – 1     | Turquia    | Estádio de Miyagi, Miyagi                      |
| 15:30       |       | Relatório | Davala 12' | Público: 45 666 Árbitro: ITA Pierluigi Collina |

| 18 de junho | Coreia do Sul       | 2 – 1 (pro) | Itália    | Daejeon World Cup Stadium, Daejeon        |
| 20:30       | Seol 88' · Ahn 117' | Relatório   | Vieri 18' | Público: 38 588 Árbitro: ECU Byron Moreno |

### Quartas de final
| 21 de junho     | Inglaterra | 1 – 2     | Brasil                                | Shizuoka Stadium Ecopa, Fukuroi                |
| 15:30 Histórico | Owen 23'   | Relatório | Rivaldo 45+2' · Ronaldinho Gaúcho 50' | Público: 47 436 Árbitro: MEX Felipe Ramos Rizo |

| 21 de junho | Alemanha    | 1 – 0     | Estados Unidos | Ulsan Munsu Football Stadium, Ulsan      |
| 20:30       | Ballack 39' | Relatório |                | Público: 37 337 Árbitro: SCO Hugh Dallas |

| 22 de junho | Espanha | 0 – 0 (pro) | Coreia do Sul | Gwangju World Cup Stadium, Gwangju             |
| 15:30       |         | Relatório   |               | Público: 42 114 Árbitro: EGY Gamal Al-Ghandour |

|                            |       | Penalidades                                                           |  |
| Hierro Baraja Xavi Joaquín | 3 – 5 | Hwang Sun-hong Park Ji-sung Seol Ki-hyeon Ahn Jung-hwan Hong Myung-bo |  |

| 22 de junho | Senegal | 0 – 1 (pro) | Turquia    | Osaka Nagai Stadium, Osaka              |
| 20:30       |         | Relatório   | Mansız 94' | Público: 44 233 Árbitro: COL Óscar Ruiz |

### Semifinais
| 25 de junho | Alemanha    | 1 – 0     | Coreia do Sul | Seul World Cup Stadium, Seul           |
| 20:30       | Ballack 75' | Relatório |               | Público: 65 256 Árbitro: SUI Urs Meier |

| 26 de junho | Brasil      | 1 – 0     | Turquia | Estádio Saitama 2002, Saitama                   |
| 20:30       | Ronaldo 49' | Relatório |         | Público: 61 058 Árbitro: DEN Kim Milton Nielsen |

### Decisão do terceiro lugar
| 29 de junho | Coreia do Sul                          | 2 – 3     | Turquia                    | Daegu Stadium, Daegu                   |
| 20:00       | Lee Eul-yong 9' · Song Chong-gug 90+3' | Relatório | Sükür 1' · Mansız 13', 32' | Público: 63 483 Árbitro: KUW Saad Mane |

### Final
| 30 de Junho de 2002 | Alemanha | 0 – 2                                            | Brasil           | International Stadium, Yokohama                |
| 20:00 (UTC+9)       |          | Relatório (ge) Relatório (ESPN) Relatório (FIFA) | 67', 79' Ronaldo | Público: 69 029 Árbitro: ITA Pierluigi Collina |

| 0 | Alemanha | Brasil | 0 |

## Televisão

### Em Portugal
Em Portugal, um conjunto de jogos foram transmitidos em sinal aberto na RTP, no canal RTP1. O canal premium Sport TV transmitiu todas as 64 partidas.

### No Brasil
A Rede Globo obteve exclusividade na TV aberta e transmitiu todos os jogos da Copa com vários narradores, e todos os dias a jornalista Fátima Bernardes apresentou o Jornal Nacional direto da concentração da seleção brasileira. O canal a cabo SporTV também transmitiu o torneio. Mesmo com o horário pouco sugestivo, com partidas durante a madrugada e as primeiras horas da manhã, os jogos tiveram excelentes índices de audiência, o que indica que boa parte do povo brasileiro acompanhou assiduamente os jogos. Boa parte da população pode assistir à final, visto que no Brasil os dias de partida de Copa do Mundo são decretadas folgas e o comércio permanece fechado. Cerca de 145 milhões de telespectadores acompanharam a partida contra a Alemanha, somente no Brasil.

## Classificação final

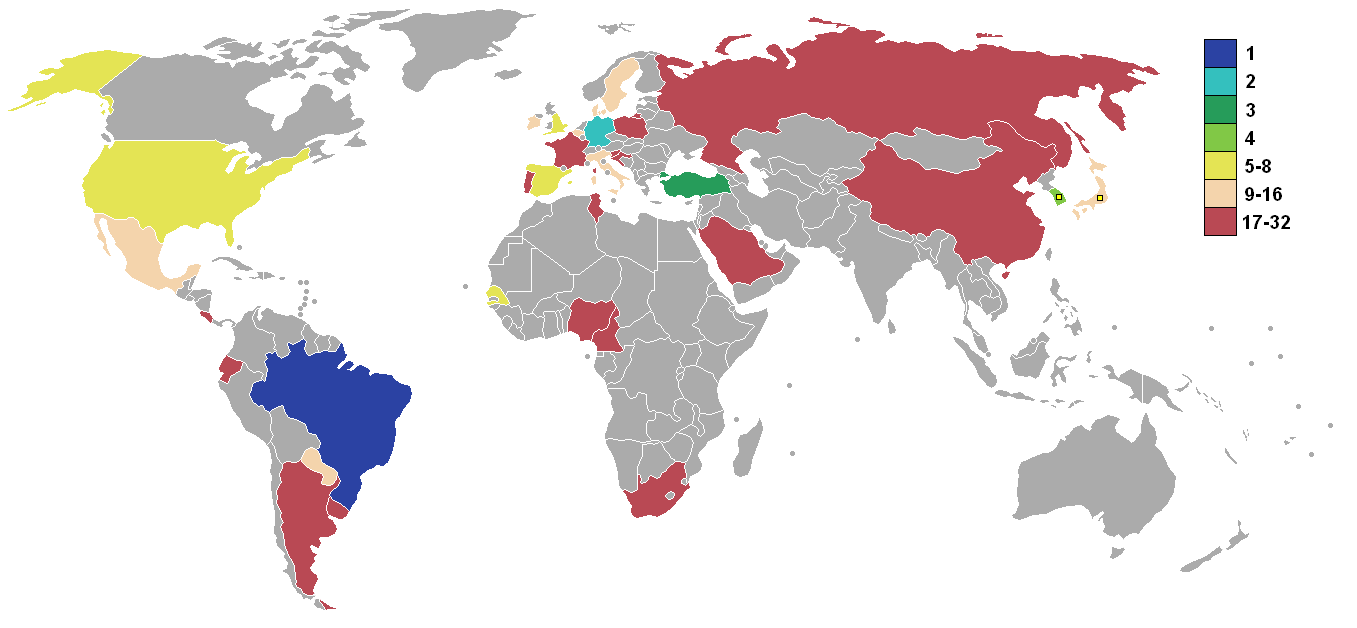

A classificação final é determinada através da fase em que a seleção alcançou e a sua pontuação, levando em conta os critérios de desempate.
| Pos.                            | Seleção        | Gr. | Pts | J | V | E | D | GP | GC | SG  |
| ------------------------------- | -------------- | --- | --- | - | - | - | - | -- | -- | --- |
| Final                           |                |     |     |   |   |   |   |    |    |     |
| 1                               | Brasil         | C   | 21  | 7 | 7 | 0 | 0 | 18 | 4  | +14 |
| 2                               | Alemanha       | E   | 14  | 7 | 5 | 1 | 1 | 14 | 3  | +11 |
| Decisão do 3º e 4º lugares      |                |     |     |   |   |   |   |    |    |     |
| 3                               | Turquia        | C   | 13  | 7 | 4 | 1 | 2 | 10 | 6  | +4  |
| 4                               | Coreia do Sul  | D   | 11  | 7 | 3 | 2 | 2 | 8  | 6  | +2  |
| Eliminados nas quartas de final |                |     |     |   |   |   |   |    |    |     |
| 5                               | Espanha        | B   | 11  | 5 | 3 | 2 | 0 | 10 | 5  | +5  |
| 6                               | Inglaterra     | F   | 8   | 5 | 2 | 2 | 1 | 6  | 3  | +3  |
| 7                               | Senegal        | A   | 8   | 5 | 2 | 2 | 1 | 7  | 6  | +1  |
| 8                               | Estados Unidos | D   | 7   | 5 | 2 | 1 | 2 | 7  | 7  | 0   |
| Eliminados nas oitavas de final |                |     |     |   |   |   |   |    |    |     |
| 9                               | Japão          | H   | 7   | 4 | 2 | 1 | 1 | 5  | 3  | +2  |
| 10                              | Dinamarca      | A   | 7   | 4 | 2 | 1 | 1 | 5  | 5  | 0   |
| 11                              | México         | G   | 7   | 4 | 2 | 1 | 1 | 4  | 4  | 0   |
| 12                              | Irlanda        | E   | 6   | 4 | 1 | 3 | 0 | 6  | 3  | +3  |
| 13                              | Suécia         | F   | 5   | 4 | 1 | 2 | 1 | 5  | 5  | 0   |
| 14                              | Bélgica        | H   | 5   | 4 | 1 | 2 | 1 | 6  | 7  | –1  |
| 15                              | Itália         | G   | 4   | 4 | 1 | 1 | 2 | 5  | 5  | 0   |
| 16                              | Paraguai       | B   | 4   | 4 | 1 | 1 | 2 | 6  | 7  | –1  |
| Eliminados na fase de grupos    |                |     |     |   |   |   |   |    |    |     |
| 17                              | África do Sul  | B   | 4   | 3 | 1 | 1 | 1 | 5  | 5  | 0   |
| 18                              | Argentina      | F   | 4   | 3 | 1 | 1 | 1 | 2  | 2  | 0   |
| 19                              | Costa Rica     | C   | 4   | 3 | 1 | 1 | 1 | 5  | 6  | –1  |
| 20                              | Camarões       | E   | 4   | 3 | 1 | 1 | 1 | 2  | 3  | –1  |
| 21                              | Portugal       | D   | 3   | 3 | 1 | 0 | 2 | 6  | 4  | +2  |
| 22                              | Rússia         | H   | 3   | 3 | 1 | 0 | 2 | 4  | 4  | 0   |
| 23                              | Croácia        | G   | 3   | 3 | 1 | 0 | 2 | 2  | 3  | –1  |
| 24                              | Equador        | G   | 3   | 3 | 1 | 0 | 2 | 2  | 4  | –2  |
| 25                              | Polónia        | D   | 3   | 3 | 1 | 0 | 2 | 3  | 7  | –4  |
| 26                              | Uruguai        | A   | 2   | 3 | 0 | 2 | 1 | 4  | 5  | –1  |
| 27                              | Nigéria        | F   | 1   | 3 | 0 | 1 | 2 | 1  | 3  | –2  |
| 28                              | França         | A   | 1   | 3 | 0 | 1 | 2 | 0  | 3  | –3  |
| 29                              | Tunísia        | H   | 1   | 3 | 0 | 1 | 2 | 1  | 5  | –4  |
| 30                              | Eslovênia      | B   | 0   | 3 | 0 | 0 | 3 | 2  | 7  | –9  |
| 31                              | China          | C   | 0   | 3 | 0 | 0 | 3 | 0  | 9  | –9  |
| 32                              | Arábia Saudita | E   | 0   | 3 | 0 | 0 | 3 | 0  | 12 | –12 |

## Premiações
| Copa do Mundo FIFA de 2002 |
| Brasil                     |
| -------------------------- |
| BRASIL Campeão (5º título) |

### Individuais
| Prêmio FIFA Chuteira de Ouro (artilheiro) | Prêmio FIFA Bola de Ouro (melhor jogador) | Prêmio FIFA Yashin (melhor goleiro) | Troféu FIFA Fair Play (time menos faltoso) | Time mais divertido |
| ----------------------------------------- | ----------------------------------------- | ----------------------------------- | ------------------------------------------ | ------------------- |
| Ronaldo                                   | Oliver Kahn                               | Oliver Kahn                         | Bélgica                                    | Coreia do Sul       |

### Seleção da Copa
| Goleiros                 | Defensores                                                             | Meias                                                                 | Atacantes                                       |
| ------------------------ | ---------------------------------------------------------------------- | --------------------------------------------------------------------- | ----------------------------------------------- |
| Oliver Kahn Rüştü Reçber | Roberto Carlos Sol Campbell Fernando Hierro Hong Myung-bo Alpay Özalan | Rivaldo Ronaldinho Gaúcho Michael Ballack Claudio Reyna Yoo Sang-chul | Ronaldo Miroslav Klose El Hadji Diouf Hasan Şaş |

| Prêmio FIFA "Gol do Torneio":       | Prêmio FIFA "Gol do Torneio":      | Prêmio FIFA "Gol do Torneio":            |
| 1º lugar                            | 2º lugar                           | 3º lugar                                 |
| ----------------------------------- | ---------------------------------- | ---------------------------------------- |
| SEN Salif Diao (contra a Dinamarca) | BRA Edmílson (contra a Costa Rica) | URU Darío Rodríguez (contra a Dinamarca) |

Fonte:

## Artilharia
161 gols marcados. Média de 2,51 gols por partida. Ver Lista de artilheiros da Copa do Mundo FIFA de 2002